# سينيزي
سينيزي (بالإيطالية: Senise)‏ هي بلدية في مقاطعة بوتنسا في إقليم بازيليكاتا الإيطالي.

## السكان
في سنة 1861 بلغ عدد السكان 4٬815 نسمة، وتطور العدد ليصل في سنة 2011 لـ 7٬127 نسمة.
يظهر هذا المخطط البياني تطور النمو السكاني لـ سينيزي